# Eleição municipal de Cubatão em 2012
A eleição municipal de Cubatão em 2012 aconteceu em 7 de outubro de 2012 para eleger um prefeito, um vice-prefeito e 11 vereadores no município de Cubatão, no Estado de São Paulo, no Brasil. A prefeita eleita foi Márcia Rosa, do PT, com 55,36% dos votos válidos, sendo vitoriosa logo no primeiro turno em disputa com três adversários, Nei Serra (PSDB), Engenheiro Pedrinho de Sá (PTB) e Toninho da Elética (PSOL). O vice-prefeito eleito, na chapa de Márcia, foi Donizete Tavares do Nascimento (PSC).
O pleito em Cubatão foi parte das eleições municipais nas unidades federativas do Brasil. Cubatão foi um dos 620 municípios vencidos pelo PT; no Brasil, há 5.570 cidades. O PT, nessas eleições, conseguiu o maior número de prefeituras em cidades grandes, mesmo perdendo eleitos em relação à última eleição.
A eleição da Cubatão foi uma das 666 conquistadas por mulheres no Brasil. O número de mulheres na prefeitura vem crescendo em relação a 2008, em que a porcentagem de mulheres prefeitas era de 9,09%. Em 2012, ela passou para 11,90%.
A disputa para as 11 vagas na Câmara Municipal de Cubatão envolveu a participação de 152 candidatos. O candidato mais bem votado foi o debutante Ademario da Silva Oliveira (PSDB), que obteve 2.721 votos (3,65% dos votos válidos).

## Antecedentes
Na eleição municipal de 2008, Marcia Rosa, do PT, derrotou o candidato do PR Dr. Paiva no primeiro turno. Marcia foi eleita vereadora de Cubatão em 2000 e reeleita em 2004. A candidata do PT foi eleita com 57% dos votos válidos, totalizando 42.108 votos e se tornou a primeira mulher eleita prefeita de Cubatão. Em 2012 a candidata manteve um número de votos parecido, vencendo a eleição com 55,36% -  39.969 de votos válidos.

## Eleitorado
Na eleição de 2012, estiveram aptos a votar 95.083 Cubatenses, o que correspondia a 75,4% da população da cidade.

## Candidatos
Foram quatro candidatos à prefeitura em 2012: Marcia Rosa do PT, Nei Serra do PSDB, Engenheiro Pedrinho de Sá do PTB e Toninho da Elétrica do PSOL.
|  | Candidato(a)              | Vice             | Partido | Coligação |
|  | ------------------------- | ---------------- | ------- | --- |
|  | Marcia Rosa               | Donizete Tavares | PT      | "Pra Cubatão Continuar Mudando" (PRB / PDT / PT / PMDB / PTN / PSC / PPS / PSDC / PHS / PTC / PV / PSD / PT do B) |
|  | Nei Serra                 | Geraldo Guedes   | PSDB    | "Cubatão Pode Mais com a Força do Povo" (PR / DEM / PSDB / PP / PSB / PMN)                                        |
|  | Engenheiro Pedrinho de Sá | Tião             | PTB     | "Trabalho e Renovação" (PTB / PSL / PRP / PC do B)                                                                |
|  | Toninho da Elétrica       | Jardel Rezende   | PSOL    | "PSOL" |

## Campanha
Os pontos positivos do primeiro mandato de Marcia Rosa incluem a entrega do Novo Parque Anilinas, além da entrega de notebooks para estudantes da rede municipal e o andamento de um programa que trabalha em prol da recuperação da Serra do Mar.
No dia 23 de Maio de 2013, o mandato de Marcia Rosa e de seu vice, Donizete, foi cassado pela primeira vez sob a alegação de abuso de poder político e autoridade. Ela também foi acusada de propaganda eleitoral antecipada nas eleições de 2012. De acordo com o juiz do caso, Rodrigo de Moura Jacob, Marcia usou da "máquina pública" para obter mais fotos, fez propagandas irregularmente um ano antes da eleição em partes mais pobres de Cubatão, gastando muito mais dinheiro para promover seu mandato anterior, em busca da reeleição.

### Pesquisas
Em pesquisa do Ibope, divulgada em 14 de agosto de 2012, Marcia apareceu com 42% das intenções de voto. Nei Serra, Engenheiro Pedrinho de Sá e Toninho da Elétrica apareceram respectivamente com 33%, 3% e 1%.
O Ibope divulgou resultados de nova pesquisa, em 20 de setembro de 2012, e Marcia apareceu com maior intenção de voto, alcançando 50%. Nei Serra caiu nas pesquisas aparecendo com 27% das intenções de votos. Engenheiro Pedrinho de Sá e Toninho da Elétrica apareciam com 6% e 1% das intenções, respectivamente .
Em terceira pesquisa do Ibope, divulgada em 4 de outubro de 2012, Marcia manteve a porcentagem anterior e apareceu com 50% das intenções de voto. Nei Serra teve 30% e Engenheiro Pedrinho de Sá apareceu com 7% das intenções de voto. Toninho da Elétrica apareceu com 1% novamente..
| Data de realização                      | Data de divulgação     | Instituto | Número de registro no TRE | Contratante | Entrevistados | Margem de erro | Candidato        | Candidato        | Candidato                       | Candidato                  | Não sabe/ Não respondeu | Brancos e nulos |
| Data de realização                      | Data de divulgação     | Instituto | Número de registro no TRE | Contratante | Entrevistados | Margem de erro | Marcia Rosa (PT) | Nei Serra (PSDB) | Engenheiro Pedrinho de Sá (PTB) | Toninho da Eletrica (PSOL) | Não sabe/ Não respondeu | Brancos e nulos |
| --------------------------------------- | ---------------------- | --------- | ------------------------- | ----------- | ------------- | -------------- | ---------------- | ---------------- | ------------------------------- | -------------------------- | ----------------------- | --------------- |
| de 11 a 13 de agosto de 2012            | 14 de agosto de 2012   | Ibope     | SP 00301/2012             | TV Tribuna  | 602           | ± 4%           | 42%              | 33%              | 3%                              | 1%                         | 11%                     | 10%             |
| de 17 a 19 de setembro de 2012          | 20 de setembro de 2012 | Ibope     | SP-00983/2012             | TV Tribuna  | 602           | ± 4%           | 50%              | 27%              | 6%                              | 1%                         | 8%                      | 8%              |
| de 2 de setembro a 4 de outubro de 2012 | 4 de outubro de 2012   | Ibope     | SP-01591/2012             | TV Tribuna  | 602           | ± 4%           | 50%              | 30%              | 7%                              | 2%                         | 4%                      | 7%              |

## Resultados

### Prefeito
No dia 7 de outubro, Marcia Rosa foi reeleita com 55,36% dos votos válidos.
| Candidato(a)                    | Vice                   | 1º Turno 7 de outubro de 2012 | 1º Turno 7 de outubro de 2012 |
| Candidato(a)                    | Vice                   | Votação                       | Votação                       |
|                                 |                        | Total                         | Porcentagem                   |
| ------------------------------- | ---------------------- | ----------------------------- | ----------------------------- |
| Marcia Rosa (PT)                | Donizete Tavares (PSC) | 39.969                        | 55,36%                        |
| Nei Serra (PSDB)                | Geraldo Guedes (PR)    | 24.354                        | 33,73%                        |
| Engenheiro Pedrinho de Sá (PTB) | Tião (PCdoB)           | 6.953                         | 9,63%                         |
| Toninho da Elétrica (PSOL)      | Jardel Rezende (PSOL)  | 927                           | 1,28%                         |
| Total de votos válidos          | Total de votos válidos | 72.203                        | 90,60%                        |
| Votos em branco                 | Votos em branco        | 3.216                         | 4,04%                         |
| Votos nulos                     | Votos nulos            | 4.275                         | 5,36%                         |
| Total                           | Total                  | 79.694                        | 100%                          |
| Abstenções                      | Abstenções             | 15.389                        | 16,18%                        |
| Votos apurados                  | Votos apurados         | 79.694                        | 100%                          |
| Total de eleitores              | Total de eleitores     | 95083                         | 100%                          |

### Vereador
Dos Onze (11) vereadores eleitos, dois (2) eram em 2012 da base de Marcia Rosa. Nenhuma mulher foi eleita vereadora. O vereador mais votado foi Ademario da Silva Oliveira (PSDB), que teve 2.721 de votos. Os partidos que mais aparecem com vereadores são PDT e PT com três vereadores eleitos, em seguida o PSDB e o PMDB, com dois vereadores eleitos. Por último aparece o PSB com 1 vereador eleito.
| Resultado da eleição para a Câmara Municipal de Cubatão em 2012 por candidato | Resultado da eleição para a Câmara Municipal de Cubatão em 2012 por candidato | Resultado da eleição para a Câmara Municipal de Cubatão em 2012 por candidato | Resultado da eleição para a Câmara Municipal de Cubatão em 2012 por candidato | Resultado da eleição para a Câmara Municipal de Cubatão em 2012 por candidato | Resultado da eleição para a Câmara Municipal de Cubatão em 2012 por candidato |
| Candidato                                                                     | Número                                                                        | Partido                                                                       | Votos                                                                         | Porcentagem                                                                   |                                                                               |
| ----------------------------------------------------------------------------- | ----------------------------------------------------------------------------- | ----------------------------------------------------------------------------- | ----------------------------------------------------------------------------- | ----------------------------------------------------------------------------- | ----------------------------------------------------------------------------- |
| Ademario                                                                      | 45679                                                                         | PSDB                                                                          | 2.721                                                                         | 3,65%                                                                         |                                                                               |
| Dinho Heliodoro Adv                                                           | 13555                                                                         | PT                                                                            | 2.535                                                                         | 3,40%                                                                         |                                                                               |
| Wagner Moura                                                                  | 13040                                                                         | PT                                                                            | 2.290                                                                         | 3,07%                                                                         |                                                                               |
| Roxinho                                                                       | 14314                                                                         | PMDB                                                                          | 2.231                                                                         | 2,99%                                                                         |                                                                               |
| Agnaldo Araujo                                                                | 22444                                                                         | PDT                                                                           | 2.151                                                                         | 2,88%                                                                         |                                                                               |
| Ricardo Queixão                                                               | 15777                                                                         | PMDB                                                                          | 2.099                                                                         | 2,81%                                                                         |                                                                               |
| Ivan Hildebrando                                                              | 12622                                                                         | PDT                                                                           | 2.073                                                                         | 2,78%                                                                         |                                                                               |
| Cesar                                                                         | 12444                                                                         | PDT                                                                           | 1.999                                                                         | 2,68%                                                                         |                                                                               |
| Jair do Bar                                                                   | 13551                                                                         | PT                                                                            | 1.878                                                                         | 2,52%                                                                         |                                                                               |
| Dodo                                                                          | 40540                                                                         | PSB                                                                           | 1.872                                                                         | 2,51%                                                                         |                                                                               |
| Toninho Vieira                                                                | 12444                                                                         | PDT                                                                           | 1.749                                                                         | 2,34%                                                                         |                                                                               |
| Prof. Fabio Inacio                                                            | 13500                                                                         | PT                                                                            | 1.673                                                                         | 2,24%                                                                         |                                                                               |
| Celso D' Água                                                                 | 12232                                                                         | PDT                                                                           | 1.588                                                                         | 2,13%                                                                         |                                                                               |
| Professor Cage                                                                | 13013                                                                         | PT                                                                            | 1.533                                                                         | 2,05%                                                                         |                                                                               |
| Rafael Tucla                                                                  | 12369                                                                         | PDT                                                                           | 1.518                                                                         | 2,03%                                                                         |                                                                               |
| Alemão                                                                        | 40654                                                                         | PSB                                                                           | 1.411                                                                         | 1,89%                                                                         |                                                                               |
| Sergio Peralta                                                                | 15015                                                                         | PMDB                                                                          | 1.284                                                                         | 1,72%                                                                         |                                                                               |
| Professor Welinghton                                                          | 13456                                                                         | PT                                                                            | 1.228                                                                         | 1,65%                                                                         |                                                                               |
| Pastor Manuel de Jesus                                                        | 10123                                                                         | PRB                                                                           | 1.201                                                                         | 1,61%                                                                         |                                                                               |
| Augusto Rei do X-salada                                                       | 15111                                                                         | PMDB                                                                          | 1.201                                                                         | 1,61%                                                                         |                                                                               |
| Bigode                                                                        | 55686                                                                         | PSD                                                                           | 1.075                                                                         | 1,44%                                                                         |                                                                               |
| Padua                                                                         | 13007                                                                         | PT                                                                            | 1.036                                                                         | 1,39%                                                                         |                                                                               |
| Dr. Anderson Veterinário                                                      | 15246                                                                         | PMDB                                                                          | 1.036                                                                         | 1,39%                                                                         |                                                                               |
| Fabio Moura                                                                   | 45645                                                                         | PSDB                                                                          | 1.015                                                                         | 1,36%                                                                         |                                                                               |

| Votos nominais   | Votos nominais   | 70.069 | 93,88% |
| Votos em legenda | Votos em legenda | 4.570  | 4,81%  |
| Votos válidos    | Votos válidos    | 74.639 | 93,66% |
| Votos nulos      | Votos nulos      | 2.350  | 2.47%  |
| Votos em branco  | Votos em branco  | 2.705  | 6,45%  |
| Total            | Total            | 79.694 | 100%   |
| ---------------- | ---------------- | ------ | ------ |

## Cassação
No dia 10 de Maio de 2014 foi confirmada a cassação do mandato de Marcia Rosa e seu vice Donizete.No dia 27 de Maio foi decretado o afastamento de Marcia e o presidente da câmara, Wagner Moura, do PMDB, assumiu a presidência de Cubatão. A defesa de Marcia entrou com agravo regimental para reverter decisão do TRE-SP (Tribunal Regional Eleitoral de São Paulo).
No dia 1 de Julho de 2014 o Tribunal Superior Eleitoral concedeu uma liminar que trouxe Marcia de volta a presidência de Cubatão. Wagner Moura ficou na presidência de Cubatão por 35 dias.
Marcia em entrevista para o Jornal da Tribuna disse que a cassação de seu mandato é oportunista, que não contribuirá para o desenvolvimento da cidade de Cubatão e que na atual situação econômica da cidade é necessária a união. A prefeita diz que as denúncias contra ela são sem fundamento.

## Análises
A vitória de Marcia Rosa para a prefeitura logo no primeiro turno foi uma experiência diferente para a prefeita que foi eleita pela segunda vez na cidade de Cubatão. Em depoimento, Marcia disse: "Quando você participa de um processo eleitoral no segundo mandato, ele tem uma experiência diferente. No primeiro mandato, você está disputando uma mudança. No segundo, as pessoas depositam a confiança e a esperança. Quando você vê que o resultado passou de 55%, a população aprovou o seu governo, e isso tem um significado tem muito especial”. Marcia prometeu trabalhos intensos, e continuar na linha em que trabalho no seu primeiro mandato, só que com mais experiência. Para a prefeita seu maior desafio é manter os projetos de recuperação ambiental de Cubatão, já que a cidade foi considerada uma das mais poluídas do mundo e já foi chamada de "Vale da Morte" pelo jornal New York Times.